# Adrian Burk
Adrian Matthew Burk (Mexia, 14 dicembre 1927 – Rusk, 28 luglio 2003) è stato un giocatore di football americano statunitense che ha giocato nel ruolo di quarterback nella National Football League (NFL).
Fu scelto come scelto assoluto nel Draft NFL 1950 dai Baltimore Colts. Al college giocò a football alla Baylor University.

## Carriera professionistica
Burk fu scelto come secondo assoluto nel Draft 1950 nella prima incarnazione della franchigia dei Baltimore Colts. Dopo che questa fallì, nel 1951 passò ai Philadelphia Eagles, rimanendovi per tutta la carriera, terminata nel 1956, venendo convocato per due Pro Bowl. Burk è uno dei soli sette quarterback (con Sid Luckman, George Blanda, Joe Kapp, Y.A. Tittle, Peyton Manning e Nick Foles) ad aver lanciato 7 passaggi da touchdown in una sola gara. Compì questa impresa il 17 ottobre 1954 nella vittoria degli Eagles per 49-21 sui Washington Redskins. Tre di questi passaggi furono per il wide receiver degli Eagles Pete Pihos.
Dopo la carriera da giocatore, Burk intraprese quella da arbitro nel football, venendo coinvolto in una delle decisioni più famose della storia, la cosiddetta Immaculate Reception. Come giudice posteriore, Burk fu il primo ad assegnare il touchdown a Franco Harris.

## Palmarès
- Convocazioni al Pro Bowl: 2

1954, 1955
- Leader della NFL in passaggi da touchdown: 1

1954
- Record NFL: maggior numero di passaggi da touchdown in una gara - 7 (condiviso)

## Statistiche
| Yard passate      | 7.001 |
| Touchdown         | 61    |
| Intercetti subiti | 89    |
| Passer rating     | 52,2  |